# Музей Баккара (Париж)
Музей Баккара — музей хрустальной мануфактуры «Баккара», основанный в 1988 году. Находится в 16-м округе Парижа, на площади Соединённых Штатов, 11.

## История
До 2003 года музей располагался в 10-м округе города, на Рю-де-Паради (№ 30—32). Затем переехал на Площадь Соединённых Штатов, в старинный особняк, ранее принадлежавший Мари-Лор де Ноай, виконтессе де Ноай, реконструированный для размещения коллекций дизайнером Филиппом Старком.

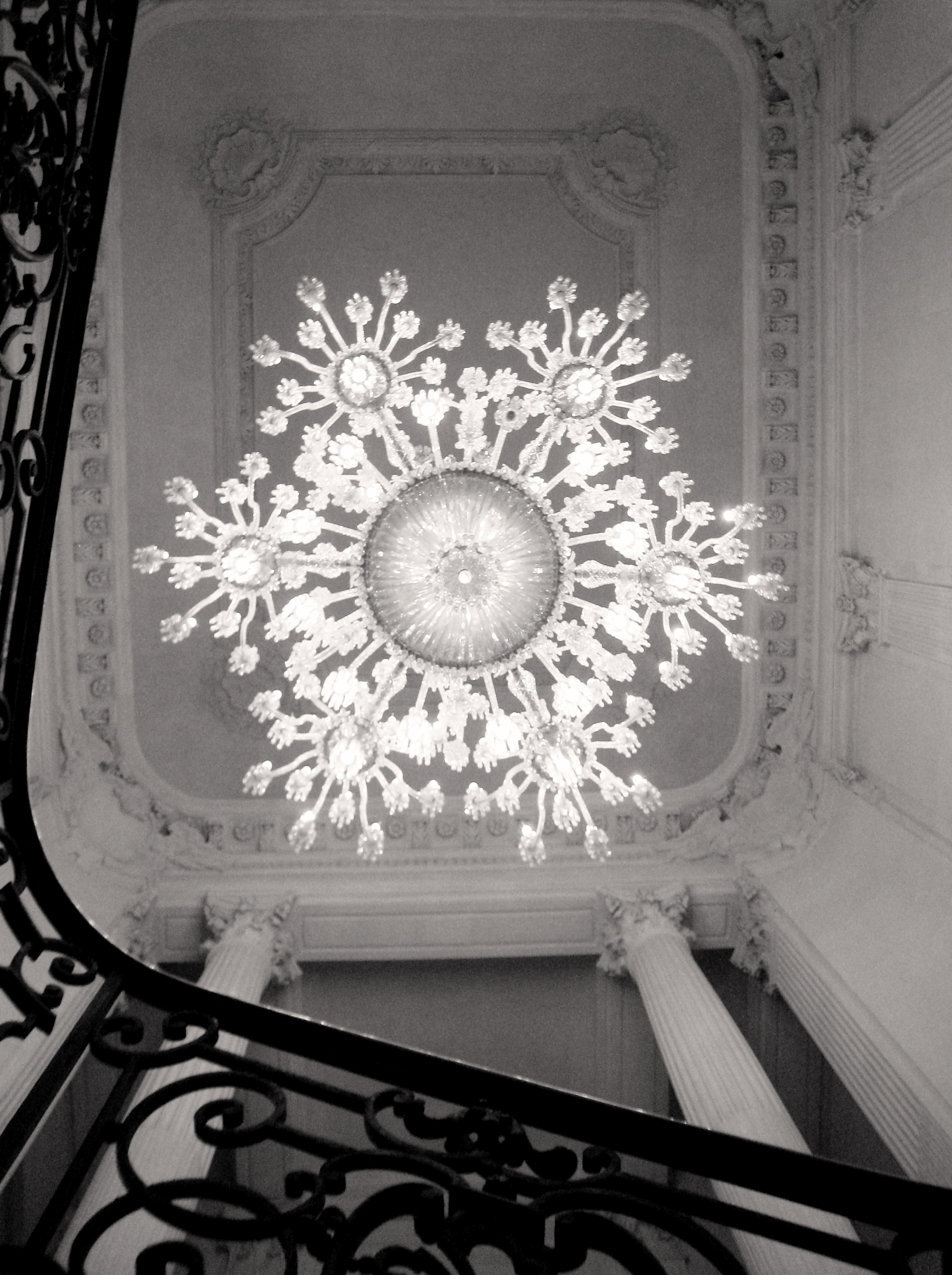
Люстра над парадной лестницей
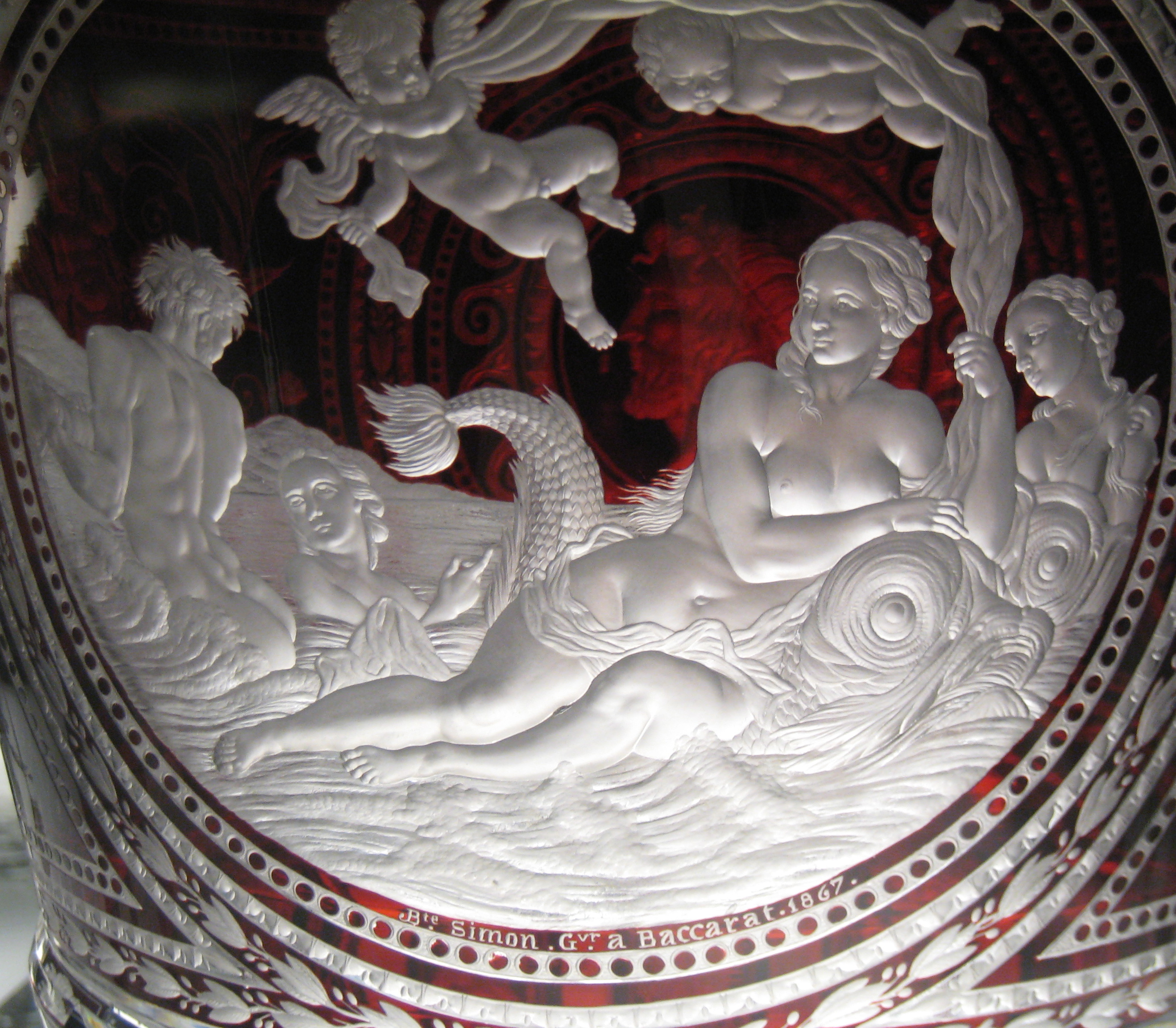
Хрусталь из коллекции музея, 1867 год
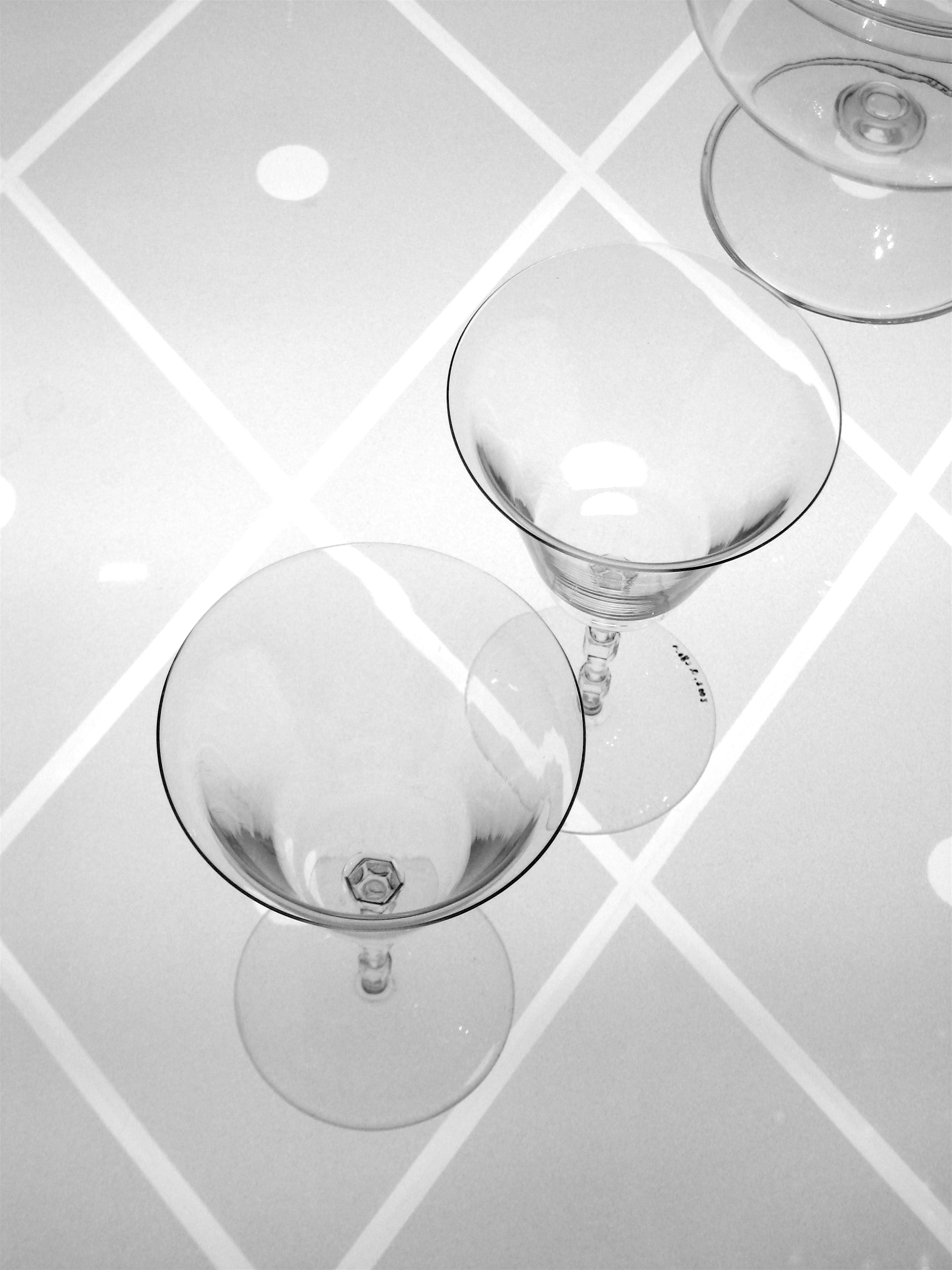
Хрустальные фужеры

## Информация
Адрес: 11 place des Etats-Unis, 75116 Paris
Часы работы: 10:00-18:30 каждый день кроме воскресенья, вторника и праздничных дней.
Проезд: Метро: линия 9 — Йена (Iéna), линия 6 — Буассьер (Boissière).
Входной билет: 5 евро, до 18 лет бесплатно.